# Soumaïla Cissé
Soumaïla Cissé (Tombuctú, 20 de diciembre de 1949-París, 25 de diciembre de 2020) fue un político maliense que se desempeñó como ministro de finanzas entre 1993 a 2000 y líder de la oposición desde 2014 hasta su fallecimiento. 
Presidió el partido Unión por la República y la Democracia. Fue ministro de economía y finanzas durante la presidencia de Alpha Oumar Konaré entre 1993 y 2002. Fue candidato a la presidencia de Malí en varias ocasiones. Fue secuestrado el 25 de marzo de 2020 durante la campaña de las elecciones legislativas junto a una docena de miembros de su delegación durante la campaña de las elecciones legislativas de Malí previstas para el 29 de marzo en su feudo electoral de Niafunké, en la región de Tombuctú en el norte del país por un grupo supuestamente relacionado con el yihadista Amadou Koufa, vinculado a Al-Qaeda. El 4 de abril se informó de la liberación de todos los miembros del grupo que acompañaban a Cissé pero se mantiene secuestrado al político. El 16 de junio el presidente de Malí Ibrahim Boubacar Keïta aseguró que Cissé sigue vivo. El 21 de agosto el Comité Internacional de la Cruz Roja (CICR) informó que Cissé había podido enviar cartas a su familia siendo la primera prueba de vida en cinco meses. Su liberación fue una de las reivindicaciones en las protestas de la oposición en Malí que llevaron al golpe de Estado el 18 de agosto de 2020. El 6 de octubre del mismo año se anunció que había sido liberado junto a la cooperante francesa Sophie Petronin secuestrada el 24 de diciembre de 2016 en Gao.

## Biografía
Nació en Tombuctú. Ingeniero informático de profesión estudió primero en Senegal, en la Universidad de Dakar y posteriormente en Francia en la Universidad de Montpellier y en el Instituto de Ciencias de Ingeniería de la misma ciudad. 

### Trayectoria profesional
Trabajó en varias grandes empresas francesas (IBM-France, Le Groupe Pechiney, le Groupe Thomson y la compañía aeroespacial Air Inter) antes de regresar a Malí en 1984 para trabajar en la Compagnie malienne pour le développement du textil (CMDT).

### Trayectoria institucional y política
Militante desde su creación en la Alliance pour la démocratie au Mali-Parti africain pour la solidarité et la justice ADEMA-PASJ), se convirtió en secretario general de la Presidencia de la República tras la elección de Alpha Oumar Konaré en 1992. En 1993, fue nombrado Ministro de Finanzas y en 2000 Ministro de Equipamiento, Gestión de Territorio, Medio Ambiente y Urbanismo en el gobierno de Mandé Sidibé.
En noviembre del año 2000 Cissé fue elegido tercer vicepresidente de ADEMA-PASJ en el primer congreso extraordinario del partido.

### Candidato presidencial
En enero de 2002 renunció al gobierno para dedicarse a la preparación para las elecciones presidenciales de 2002, y ADEMA-PASJ lo eligió candidato para suceder a Alpha Oumar Konaré. Cissé logró el segundo lugar en la primera vuelta de las elecciones con el 21,31% de los votos, pero perdió ante Amadou Toumani Touré en la segunda ronda, teniendo 35,65% de los votos.
Considerando que había sido traicionado por el presidente Alpha Oumar Konaré, dejó ADEMA-PASJ, junto con algunos de los activistas, para fundar la Unión para la República y la Democracia (URD) en junio de 2003.
De 2004 a 2011 Cissé asumió la presidencia de la comisión de la Unión Económica y Monetaria de África Occidental (UEMOA).
Al presentarse en las elecciones presidenciales de 2013, quedó segundo en la primera ronda y se enfrentó a Ibrahim Boubacar Keïta en la segunda ronda. Reconoció su derrota incluso antes de que finalice el recuento de las papeletas. Según los resultados finales logró el 22.4% de votos frente al 77.6% de Ibrahim Boubacar Keïta.

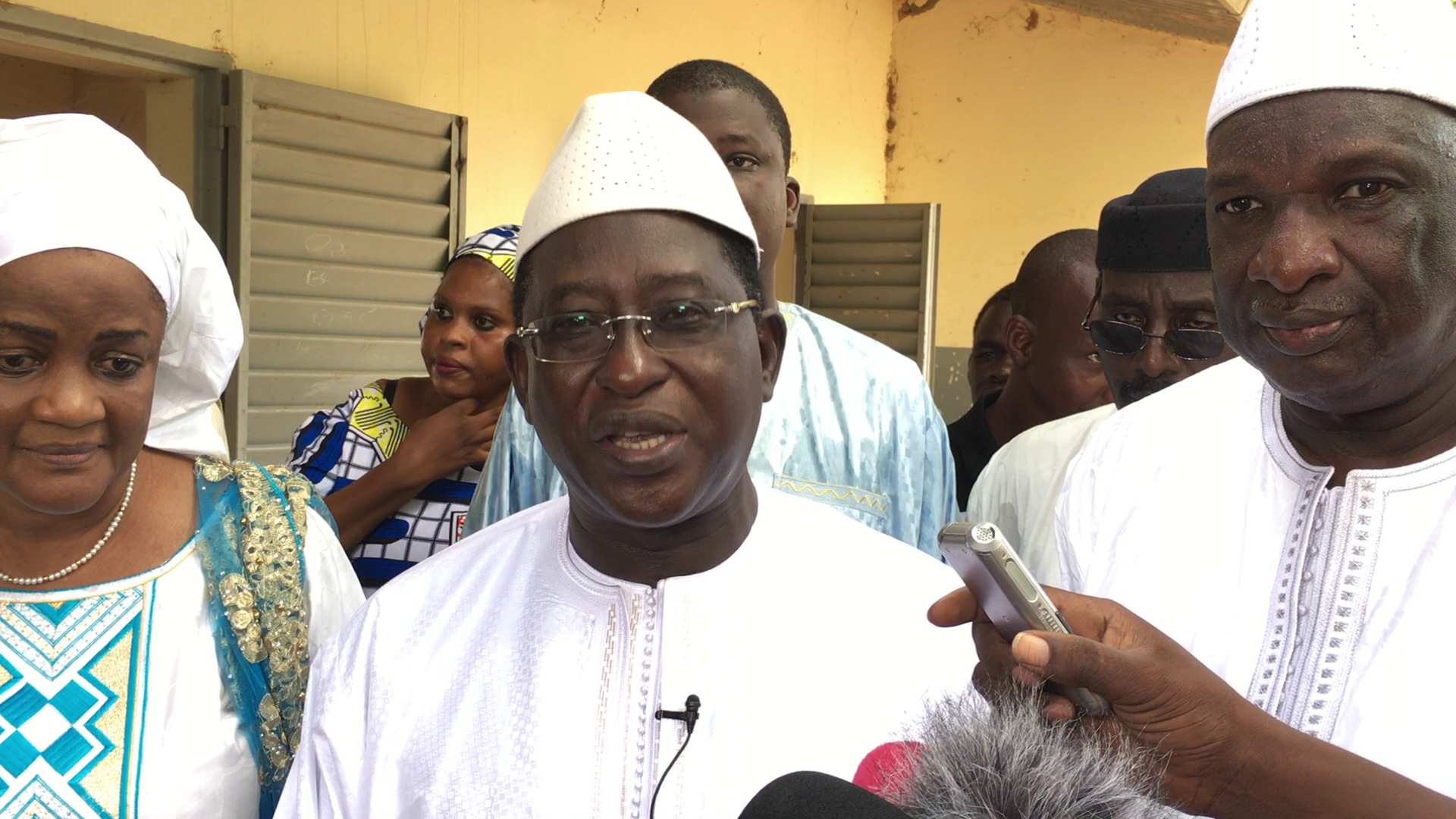
Soumaïla Cissé en Niafunké, segunda vuelta de las elecciones presidenciales de agosto de 2018

Candidato para las elecciones presidenciales de 2018, volvió a ocupar el segundo puesto en la primera vuelta, con el 17.8% de los votos según los resultados oficiales, el presidente saliente Ibrahim Boubacar Keïta ganó con el 41.7% de los votos. Por primera vez un presidente saliente se encuentra en la necesidad de realizar una segunda vuelta para ganar las elecciones en la historia de Malí.  La oposición denuncia fraude electoral y Soumaïla Cissé pide un "frente democrático" contra el presidente saliente mientras presenta apelaciones contra los resultados de las elecciones. Pero Cissé no logró reunir el apoyo de los candidatos eliminados. Fue derrotado en la segunda ronda, obteniendo el 32.8% de los votos. Contesta su derrota denunciando fraude.

### Campaña legislativa de 2020 y secuestro
El 25 de marzo de 2020, durante la campaña para las elecciones legislativas, el convoy de Soumaïla Cissé fue atacado por hombres en una motocicleta. Su guardaespaldas fue asesinado, dos de sus familiares resultaron heridos, Cisse y once miembros de su equipo de campaña fueron secuestrados. Cinco de los rehenes serán liberados para informar a las autoridades malienses que Cisse se mantiene con vida. Los secuestradores dicen pertenecer al grupo de Amadou Koufa, vinculado a Al-Qaeda. Esta autoría se privilegia como hipótesis de autoría, pero dado el contexto político y de seguridad de Malí no está confirmado.
Se considera "sin precedentes" el secuestro de una personalidad política de tal envergadura.
Durante su detención, Soumaïla Cissé fue reelegido en la primera vuelta de las elecciones legislativas, el 29 y 15 de marzo. Las negociaciones son dirigidas por el "alcalde de Niafounké y un grupo de notables" de la región con sus captores. El 31 de marzo el gobierno de Malí anunció la creación de una célula de crisis encabezada por el ex primer ministro Ousmane Issoufi Maiga. También el líder religioso y político Mahmoud Dicko ha aceptado participar en las acciones destinadas a la liberación de Cissé.
El 3 de abril, los rehenes fueron liberados, pero Cisse se mantiene en poder de los atacantes. Desde su secuestro se ha producido una importante movilización reclamando al Presidente de Malí la prioridad de su liberación.
El 16 de junio de 2020, el presidente Ibrahim Boubacar Keïta afirmó saber que Cissé sigue vivo. El 6 de octubre se anunció su liberación junto a la de la cooperante francesa Sophie Pétronin, secuestrada el 24 de diciembre de 2016 en Gao. Las liberaciones llegaron después de que las autoridades malienses liberaran durante el fin de semana a 180 yihadistas encarcelados. El secuestro de Pétronin fue reclamado por la coalición yihadista Frente de Apoyo para el Islam y los Musulmanes (JNIM) pero el secuestro de Cissé no había sido reivindicado por ningún grupo.